# Jenny Leduc
Jenny Leduc, nom de scène de Jennifer Andree Leduc , est une actrice belge née à Mons le 25 novembre 1926 et morte à Bethesda le 27 juillet 2007.

## Filmographie
- 1946 : Panique de Julien Duvivier : Irma
- 1947 : Histoire de chanter de Gilles Grangier : la bonne du docteur
- 1947 : La Dernière Chevauchée de Léon Mathot : Rose